# BNW'81
BNW'81 (Bewonersbelangen Nieuw West 1981) is een lokale partij uit Amsterdam Nieuw West en ter gelegenheid van de herindeling van de stadsdelen opgericht.
De partij is een samenvoeging van de lokale partijen Osdorp Onafhankelijk Zelfbestuur '81, Slotervaart Leefbare Tuinstad (SLT) en Leefbaar Slotermeer/Geuzenveld. BNW'81 is met 3 zetels vertegenwoordigd in de deelraad van Stadsdeel Amsterdam Nieuw West.